# Maxera laportei
Maxera laportei là một loài bướm đêm trong họ Noctuidae.